# Caelatoglanis zonatus
Caelatoglanis zonatus — єдиний вид роду Caelatoglanis родини Erethistidae ряду сомоподібних.

## Опис
Загальна довжина досягає 3,9 см. Голова широка. Очі маленькі. Є 4 пари невеличких вусиків. Верхня губа складчаста. Зяброві отвори широкі. Тулуб кремезний, звужується в області хвоста. Спинний плавець широкий, з короткою основою. Жировий плавець низький. Грудні плавці помірно широкі. На променях грудних плавців є щербини. Клейковий апарат в області грудей маленький — складається з поздовжніх складок шкіри. Анальний плавець невеличкий. Хвостовий плавець розрізано.
Основне забарвлення голови жовтувато-зелене, тулуба — кремове. В області плавці тягнуться широкі поперечні смуги жовтого та коричневого кольорів. Звідси походить назва сом — zonatus — від латинського слова «zona», тобто ремінь або пояс.

## Спосіб життя
Є бентопелагічною рибою. Воліє до прісних водойм. Вдень ховається серед опалого листя та серед каміння, або апатично лежать на ґрунті. Полює вночі. Живиться дрібними водними безхребетними.

## Розповсюдження
Є ендеміком М'янми, зустрічається у річці Атаран.

## Тримання в акваріумі
Ємність може бути невисока — 25-30 см, об'єм — від 60 літрів. На дно насипають дрібний пісок темних тонів. Із декорацій підійдуть середнього розміру каміння неправильної форми. Дно вистилають опалим листям і тонкими гілками. Рослини актуальні тільки уздовж задньої стінки акваріума.
Є мирними. Краще тримати групою від 10 особин. Сусідами можуть бути невеликі види шістур, в'юни роду пангіо, расбори, даніо. Їдять дрібний живий корм. Швидко звикають до замінників — фаршу.
З технічних засобів знадобиться внутрішній фільтр середньої потужності для створення помірного течії, компресор. Температура тримання повинна становити 22-25 °C.